# Green Rain
Green Rain é uma canção interpretada pela boy band sul-coreana Shinee. A música e sua versão instrumental foram lançadas como um single digital double-sided em 28 de junho de 2013, sob o selo das gravadoras SM Entertainment e KT Music. "Green Rain" foi lançada como a segunda trilha sonora da série The Queen's Classroom, precedida por "The 2nd Drawer" interpreta por sua colega de gravadora Sunny. Também foi usada como música-tema de encerramento da série.

## Produção e lançamento
A canção foi escrita, composta, dirigida e organizada pelo produtor musical Kenzie, que já trabalhou com SHINee desde sua estréia, em muitas canções bem sucedidas. Ele também contribuiu com a letra da canção. "Green Rain" é uma canção meio-tempo que conta uma "lição de vida que se desenvolve depois de enfrentar tempos difíceis". Enquanto a série de drama de TV começou a ser exibida em 12 de junho de 2013, a canção foi lançada como single digital somente após o quarto episódio que foi ao ar na Coreia do Sul. Foi disponibilizada para download digital em 28 de junho de 2013, através de vários sites de música, incluindo Daum, Naver, iTunes e Soribada.

## Vídeo musical
Em 20 de junho de 2013 uma pré-visualização do vídeo da música foi lançado no canal oficial da SM Entertainment no YouTube. Ele apresentava os membros do Shinee dançando com Ricky Kim e os membros mais jovens do elenco da sérieThe Queen's Classroom. Isto foi seguido por um outro preview ranlando em 5 de julho de 2013, que também retratou algumas das cenas dramáticas da série. O back stage da fase de produção de filmagem foi lançado em 29 de junho de 2013. O vídeo completo da música foi finalmente lançado em 16 de julho de 2013.

## Lista de faixas
| Part 2 tracklisting |                             |                |                |         |  |
| N.º                 | Título                      | Letras         | Música         | Duração |  |
| 1.                  | "Green Rain" (초록비)       | Kenzie         | Kenzie         | 3:43    |  |
| 2.                  | "Green Rain" (Instrumental) | —              | Kenzie         | 3:43    |  |
| Duração total:      | Duração total:              | Duração total: | Duração total: | 7:26    |  |

## Desempenho nas paradas
| Gráfico                         | Melhores posições |
| ------------------------------- | ----------------- |
| KOR Gaon Weekly singles         | 44                |
| KOR Gaon Download Singles chart | 33                |

## Vendas
| Gráfico             | Quantidade |
| ------------------- | ---------- |
| Gaon download sales | - 452,947  |